# Loropetalum
Loropetalum es un género de arbustos de la familia Hamamelidaceae, nativo de  Japón y sudeste de Asia.

## Descripción
Las flores se producen en agrupaciones compactas en primavera. Cada flor tiene 4-6 pétalos de 1-2 cm de longitud. 

## Taxonomía
El género fue descrito por  Robert Brown y publicado en Conspectus Regni Vegetabilis 87. 1828-1829. La especie tipo es: Loropetalum chinense (R. Br.) Oliv.	
Etimología
El nombre Loropetalum deriva del griego y se refiere a sus flores loron significa "correa" y petalon significa "pétalo". 

## Especies aceptadas
A continuación se brinda un listado de las especies del género Loropetalum aceptadas hasta mayo de 2014, ordenadas alfabéticamente. Para cada una se indica el nombre binomial seguido del autor, abreviado según las convenciones y usos. 
- Loropetalum chinense (R. Br.) Oliv.
- Loropetalum lanceum Hand.-Mazz.
- Loropetalum subcordatum (Benth.) Oliv.